# Ivan Rozman (elektrotehnik)
Ivan Rozman, slovenski inženir elektrotehnike, * 5. december 1953, Maribor.
Rozman je leta 1977 diplomiral na ljubljanski FE ter 1983 doktoriral na mariborski Visoki tehniški šoli, na kateri se je 1978 tudi zaposlil, od 1994 kot redni profesor. Dr. Rozman je bil leta 2003 izvoljen za rektorja Univerze v Mariboru.
Leta 2008 je prejel Nagrado “Donald Michie and Alan Turing” za življenjsko delo.